# Duits eenheidsteam op de Olympische Spelen
Het Duits eenheidsteam (Duits: Gesamtdeutsche Mannschaft) was een van de teams die deelnam aan de Olympische Spelen. Ten tijde van de Spelen werd de afkorting “GER” voor Duitsland (Germany) nog gebruikt, de thans in gebruik zijnde IOC-code EUA (de afkorting van Equipe Unifiée Allemande) voor dit team is van latere datum.
Het Duits eenheidsteam was een gemengd team dat bestond uit sporters uit de DDR en de Bondsrepubliek en in 1956 ook uit sporters uit het Protectoraat Saarland. De reden hiervan was, dat het Olympisch Comité van de DDR niet door het IOC werd erkend. Het IOC beschouwde het Olympisch Comité uit de Bondsrepubliek als vertegenwoordiger van heel Duitsland. In 1952 weigerde de DDR onder gemeenschappelijke vlag aan de Spelen deel te nemen. Voor de spelen van 1956 besloten de Olympische Comités van de Duitse staten samen te werken. Voorafgaande aan de Spelen werden kwalificatiewedstrijden tussen de oostelijke- en de westelijke sporters gehouden.
In totaal namen sporters uit beide delen van Duitsland als eenheidsteam drie keer deel aan de Zomerspelen en drie keer aan de Winterspelen. Het is een van de 44 landen die zowel op de Zomer- als de Winterspelen een medaille haalde. Het team debuteerde op de Winterspelen van 1956. In datzelfde jaar kwam het voor het eerst uit op de Zomerspelen. Van 1968 tot en met 1988 kwamen de beide landen met een eigen team uit, en daarna als gevolg de Duitse hereniging weer met één team.
In 1968 (Grenoble en Mexico-Stad) waren beide landen met een olympische ploeg vertegenwoordigd, maar wel onder de gemeenschappelijke Olympische vlag en volkslied. Als volkslied werd de 9e Symfonie van Beethoven gespeeld, het huidige Europees volkslied.

## Medailles en deelnames
De tabel geeft een overzicht van de jaren waarin werd deelgenomen, het aantal gewonnen medailles en de eventuele plaats in het medailleklassement.
| Zomerspelen | Zomerspelen | Zomerspelen | Zomerspelen | Zomerspelen | Zomerspelen |        | Winterspelen | Winterspelen | Winterspelen | Winterspelen | Winterspelen | Winterspelen |
| Jaar        | Goud        | Zilver      | Brons       | Totaal      | Rang        | Jaar   | Goud         | Zilver       | Brons        | Totaal       | Rang         |              |
| 1956        | 6           | 13          | 7           | 26          | 7           | 1956   | 1            | 0            | 1            | 2            | 9            |              |
| 1960        | 12          | 19          | 11          | 42          | 4           | 1960   | 4            | 3            | 1            | 8            | 2            |              |
| 1964        | 10          | 22          | 18          | 50          | 4           | 1964   | 3            | 3            | 3            | 9            | 6            |              |
| Totaal      | 28          | 54          | 36          | 118         |             | Totaal | 8            | 6            | 5            | 19           |              |              |
| Tot. Z+W    | 36          | 60          | 41          | 137         |             |        |              |              |              |              |              |              |

Afghanistan · Albanië · Algerije · Amerikaans-Samoa · Amerikaanse Maagdeneilanden · Andorra · Angola · Antigua en Barbuda · Argentinië · Armenië · Aruba · Australië · Azerbeidzjan · Bahama's · Bahrein · Bangladesh · Barbados · België · Belize · Benin · Bermuda · Bhutan · Bolivia · Bosnië en Herzegovina · Botswana · Brazilië · Britse Maagdeneilanden · Brunei · Bulgarije · Burkina Faso · Burundi · Cambodja · Canada · Centraal-Afrikaanse Republiek · Chili · China · Chinees Taipei · Colombia · Comoren · Congo-Brazzaville · Congo-Kinshasa · Cookeilanden · Costa Rica · Cuba · Cyprus · Denemarken · Djibouti · Dominica · Dominicaanse Republiek · Duitsland · Ecuador · Egypte · El Salvador · Equatoriaal-Guinea · Eritrea · Estland · Ethiopië · Fiji · Filipijnen · Finland · Frankrijk · Gabon · Gambia · Georgië · Ghana · Grenada · Griekenland · Groot-Brittannië · Guam · Guatemala · Guinee · Guinee-Bissau · Guyana · Haïti · Honduras · Hongarije · Hongkong · Ierland · IJsland · India · Indonesië · Irak · Iran · Israël · Italië · Ivoorkust · Jamaica · Japan · Jemen · Jordanië · Kaaimaneilanden · Kaapverdië · Kameroen · Kazachstan · Kenia · Kirgizië · Kiribati · Koeweit · Kosovo · Kroatië · Laos · Lesotho · Letland · Libanon · Liberia · Libië · Liechtenstein · Litouwen · Luxemburg · Madagaskar · Malawi · Malediven · Maleisië · Mali · Malta · Marokko · Marshalleilanden · Mauritanië · Mauritius · Mexico · Micronesië · Moldavië · Monaco · Mongolië · Montenegro · Mozambique · Myanmar · Namibië · Nauru · Nederland · Nepal · Nicaragua · Nieuw-Zeeland · Niger · Nigeria · Noord-Korea · Noord-Macedonië · Noorwegen · Oeganda · Oekraïne · Oezbekistan · Oman · Oost-Timor · Oostenrijk · Pakistan · Palau · Palestina · Panama · Papoea-Nieuw-Guinea · Paraguay · Peru · Polen · Portugal · Puerto Rico · Qatar · Roemenië · Rusland · Rwanda · Saint Kitts en Nevis · Saint Lucia · Saint Vincent en de Grenadines · Salomonseilanden · Samoa · San Marino · Saoedi-Arabië · Sao Tomé en Principe · Senegal · Servië · Seychellen · Sierra Leone · Singapore · Slovenië · Slowakije · Somalië · Spanje · Sri Lanka · Soedan · Suriname · Swaziland · Syrië · Tadzjikistan · Tanzania · Thailand · Togo · Tonga · Trinidad en Tobago · Tsjaad · Tsjechië · Tunesië · Turkije · Turkmenistan · Tuvalu · Uruguay · Vanuatu · Venezuela · Verenigde Arabische Emiraten · Verenigde Staten · Vietnam · Wit-Rusland · Zambia · Zimbabwe · Zuid-Afrika · Zuid-Korea · Zuid-Soedan · Zweden · Zwitserland
Historische landen: Bohemen · Bondsrepubliek Duitsland · Brits-Indië · Duitse Democratische Republiek · Joegoslavië · Malaya · Nederlandse Antillen · Noord-Borneo · Noord-Jemen · Saarland · Servië en Montenegro · Sovjet-Unie · Tsjecho-Slowakije · West-Indische Federatie · Zuid-Jemen
Bijzondere deelnames: Onafhankelijke olympische atleten · Vluchtelingenteam 
 Australazië · Duits Eenheidsteam · Gemengd team · Gezamenlijk Team